# Війна з фейками
«Війна з фейками» (англ. War on Fakes, рос. Война с фейками) — російський пропагандистський проєкт, що позиціонує себе як платформа з перевірки фактів. Являє собою веб-сайт WarOnFakes.com і низку Telegram-каналів. Доступний багатьма мовами і є анонімним. Займає проросійську позицію. Проект заявляє, що він прагне «надавати об'єктивну інформацію» для протидії «інформаційній війні, розв'язаній проти Росії».
Фактчекінгові ресурси та міжнародні ЗМІ неодноразово звинувачували «Війну з фейками» в поширенні російської державної пропаганди під виглядом перевірки фактів, а також фіксували поширення проєктом дезінформації та тверджень, що не відповідають дійсності.
Незважаючи на пропагандистський характер контенту, основний Telegram-канал «Війни з фейками» здобув значну популярність усередині Росії і продовжує використовуватися російськими відомствами та виданнями. Його цитували великі російські ЗМІ, представники влади і журналісти. Проєкт також багаторазово просували в соціальних мережах Міноборони РФ, Міністерства закордонних справ РФ, Міністерства освіти РФ і посольствами РФ.

## Опис

### Характеристика
«Війна з фейками» позиціонує себе як служба перевірки фактів і як мережа, яка викриває фальшиві новини в стилі сайтів перевірки фактів. Проєкт «Війна з фейками» публікує в середньому два десятки постів на день, у яких методи розвідки на основі відкритих джерел (OSINT) часто використовуються для викриття передбачуваної неправди у висвітленні війни в ЗМІ. Ці повідомлення широко поширюються в Telegram, а також в інших соціальних мережах, особливо у ВКонтакте. Повідомлення, які приписують «Війні з фейками» або повторюють її аргументи, серед іншого, з'явилися в провладних спільнотах «ВКонтакте», у низці регіональних російських ЗМІ.
Логотип «Війни з фейками» являє собою телекамеру і стопки купюр, перекреслених товстою червоною лінією. Фахівці з перевірки фактів із Lead Stories виявили, що зображення спочатку взяте з карикатури, що зображає «еволюцію основної зброї світових воєн»: перших двох — кулемети, а третьої — преса. Порівняно з оригіналом, на телекамеру було додано логотип американського новинного каналу CNN. Сам логотип сайту, як зазначають в Lead Stories, має вигляд букви «Z», якщо дивитися на текст і червону діагональ.
Проєкт стверджує, що в нього немає політичного порядку денного і що він неупереджений, однак його редакційна лінія сильно проросійська. У постах «Війни з фейками» російське вторгнення називається «спеціальною воєнною операцією в Україні». Часто джерелом даних, що слугують для спростування, є офіційні повідомлення російської влади. Пости публікують анонімні автори, які відкрито підтримують одну зі сторін конфлікту і при цьому ніде не описують власну методологію, джерела фінансування та політику внесення виправлень. Ресурс просуває прокремлівські заяви про те, що Україна нібито є агресором, що українці нібито скоюють широкомасштабні воєнні злочини і що будь-які докази злочинів Росії нібито сфабриковані. «Війна з фейками» захищає дії російських солдатів і знімає з них відповідальність за злочини проти мирних жителів.

### Telegram-канали
Telegram-канал был создан 24 февраля. За день он набрал 161 подписчиков. Первый пост канала появился в тот же день. За две недели «Война с фейками» вырос до более чем 625 000 подписчиков. По состоянию на октябрь 2022 года, канал имеет более 800 тысяч подписчиков. В описании канала говорится: «Препарируем фейки и даём ссылки на опровержения». Аккаунт утверждает, что является аполитичной организацией по проверке фактов.
Telegram-канал «Война с фейками» является одним из самых популярных Telegram-каналов России с более чем 30 млн ежедневных просмотров (по состоянию на март 2022 года). «Война с фейками» — крупнейший российский Telegram-канал среди других каналов, которые заявляют, что разоблачают освещение боевых действий.
У Telegram є кілька каналів зі схожими назвами, описами і контентом, які складають мережу «Війни з фейками». Згодом навколо основного каналу сформувалася мережа з локальних каналів, орієнтованих на аудиторію з конкретних російських міст, як-от Бєлгород, Ростов-на-Дону, Калмикія, Крим і Севастополь, Воронеж, каналів схожої спрямованості з іншим форматом подачі (наприклад, «ZA ПРАВДУ» з матеріалами російською та англійською мовами). Редакція каналу «ZA ПРАВДУ» зізнається, що в деяких своїх постах вони координують свої дії з «Війною з фейками». У Telegram-каналу «Війни з фейками» також є резервний акаунт на випадок, якщо оригінал буде видалено.

### Сайт
Сайт «Війни з фейками» було зареєстровано 1 березня 2022 року і зареєстровано у Москві. Дані про власника сайту приховані, а контактний номер у 2019 році, за даними Deutsche Welle, використовували телефонні шахраї.
На сайті заявлено: «Ми не займаємося політикою. Але ми вважаємо важливим надавати об'єктивну інформацію про те, що відбувається в Україні та на територіях Донбасу, оскільки бачимо ознаки розв'язаної проти Росії інформаційної війни». Атлантична рада зазначає, що цей опис призначений для того, щоб представити проєкт як об'єктивне джерело для перевірки фактів про російсько-український конфлікт, незважаючи на його крайню проросійську спрямованість..
Статті англійською, французькою, іспанською, китайською, французькою, іспанською та арабською мовами, спрямовані на охоплення глобальної аудиторії, покликані показати, що «насправді відбувається в Україні». При цьому на сайті була відсутня російська мова. Статті мають структуру в стилі «Фейк» і «Правда», а також містять зображення з червоним написом «ФЕЙК».

## Просування
Видання Deutsche Welle звертає увагу на раптову появу, швидке зростання і широку підтримку каналу з боку російських державних ЗМІ[31]. Російські міністерства, посольства, оглядачі, які в міжнародних публікаціях визнані пропагандистами, та інформаційні агентства часто поширюють контент, створений «Війною з фейками». . . . , . . Станом на 30 липня 2022 року, в Telegram-каналі Міноборони Росії було зафіксовано 264 згадки «Війни з фейками».

## Власники
У відкритих джерелах не опублікована інформація про те, хто стоїть за сайтом. Його творці називають себе на англомовному сайті лише «адміністраторами кількох російських неполітичних Telegram-каналів», і жодного з його авторів не названо. Офіційний обліковий запис МЗС РФ у Твіттері рекламував Telegram-канал і стверджував, що ним керує «група експертів і журналістів». Газета «Коммерсантъ» зазначає, що проект близький до Міноборони РФ. Інгрід Дікінсон з американської Атлантичної ради зазначає, що не може точно вважати, що «Війна з фейками» — це російський державний проєкт, однак він принаймні пов'язаний із державою, бо його цілі «здаються напрочуд схожими на цілі російського уряду».
У березні 2023 року британська технологічна фірма Logally провела розслідування, під час якого з'ясувала, що за «Війною з фейками» стоїть колишній журналіст Тимофій Васильєв, який працював із прокремлівськими організаціями і є ведучим рубрики «Фейк-контроль» на телеканалі «Россия-1». Цю інформацію було поширено виданнями Politico та Time. Проєкт «Війна з фейками» іноді цитував Васильєва як експерта, наприклад, під час перевірки фактів 18 серпня 2022 року стверджували, що він спростував українські повідомлення про те, що Росія розмістила обладнання і боєприпаси в машинному відділенні Запорізької АЕС.
28 червня 2023 року начальник відділу розвитку стратегічних напрямків АНО «Діалог» Тимофій Васильєв потрапив під санкції країн Європейського союзу за «поширення дезінформації та пропаганди на підтримку війни Росії проти України». Водночас було зазначено, що Тимофій Васильєв («Тимофій V») керує сайтом і Telegram-каналом «Війна з фейками».

## Резонансні публікації
Проєкт «Війна з фейками» заявляв, що Міноборони Росії неодноразово наголошувало, що по українських містах нібито не завдавали ракетних, артилерійських або авіаційних ударів. В одному з постів на каналі від 24 лютого без доказів стверджувалося, що фото українки, яка постраждала внаслідок авіаудару в місті Чугуїв, що набуло широкого розповсюдження, було підроблено, а за кілька днів жінку було помічено на іншому фото без травм. Пост також безпідставно стверджував, що кров жінки насправді була косметикою або виноградним соком.
Поширювалася й інформація про те, що Володимир Зеленський покинув Київ, яка не відповідає дійсності.. Серед іншого, 8 березня Telegram-канал «Война с фейками» опублікував «викриття», у якому припустив, що Зеленський фальсифікує свої відео, щоб вони виглядали так, ніби він перебуває в Києві. Публікацією поділилися російські провладні ЗМІ.
Telegram-канал «Война с фейками» припустив, що візит Зеленського 13 березня 2022 року до поранених військових, був заздалегідь записаний. Ресурс заявив, що сержанта Інну Дерусову, яка померла 26 лютого, було видно на кадрах із Зеленським, припускаючи, що подія була заздалегідь запланована і що Зеленський уже покинув Київ. Ніка Алексєєва з Атлантичної ради зазначила схожість жінки на відео з Дерусовою, але також вказала на помітні відмінності: форма носа, вік жінки, а також наявність бейджа із закінченням на «-енко». Українська організація StopFake зазначила, що жінка на кадрах — командувачка медичної служби ЗСУ Тетяна Остащенко. Згодом Telegram-канал «Війна з фейками» видалив свій пост.

## Критика
Через публікацію матеріалів, що не відповідають дійсності, проєкт «Війна з фейками» неодноразово характеризувався у ЗМІ та фактчекінгових ресурсах як пропагандистський, який поширює дезінформацію та маскується під фактчекінг, у ньому відзначалася проросійська і прокремлівська позиція. Незалежні російські та міжнародні ЗМІ пов'язують «Війну з фейками» з Кремлем головним чином тому, що перевірка фактів на каналі здебільшого підтверджує наративи державної російської пропаганди.
Деякі з фактчеків проєкту «Війна з фейками» є справжніми, несфальсифікованими (наприклад, неправильне маркування відео в перші дні війни). Автори проєкту в низці випадків виявляють справді неправдиві твердження, зокрема українських ЗМІ та загалом української сторони.
Проєкт «Війна з фейками», однак, був викритий у поширенні неправдивої інформації. Веб-сайт і Telegram-канал звинувачували в поширенні історії про наймання «акторів» як жертв та інсценування злочинів. Дослідники з американської Атлантичної ради підкреслили відповідність контенту каналу загальній стратегії російської пропаганди, що створює потік правдивих, напівправдивих і неправдивих повідомлень для підриву довіри до інформації. Експерт із дезінформації Лукас Андрюкайтіс стверджує, що «Війна з фейками» відповідає стратегії російської пропаганди, націленої на переконання аудиторії в тому, що правда відносна і можна створити свою правду.
У березні 2023 року Андрюкайтіс заявив, що успіх проєкту підкреслює залежність російської екосистеми дезінформації від цивільних пропагандистів, які прагнуть встановити зв'язки з Кремлем. Мета таких каналів, як «Війна з фейками», зводиться не до переконання широкої аудиторії, а до посіву сумнівів і створення враження неможливості встановлення реального перебігу подій. Російськомовний проєкт із перевірки фактів «Проверено.Медиа» зазначає, що Telegram-канал «Война с фейками» прикривається фактчекінговим форматом, порушуючи принципи International Fact-Checking Network.
Деякі пости «Війни з фейками» містять зображення війни в Україні, що вводять в оману, і намагаються перекласти провину з Росії на Україну. Експерти помітили те, що в каналі «Війна з фейками» є квазівикриття фальшивих новин (передбачувані українські «фейки», які спростовували автори каналу, вперше з'являлися в самій «Війні з фейками». Канал публікував дипфейки з Володимиром Зеленським, невідповідні дійсності відомості про втрати російської армії та цивільні жертви і матеріали, що заперечують причетність Росії до військових злочинів, включно з авіаударом по пологовому будинку в Маріуполі в березні та ракетним ударом по торговельному центру в Кременчуці в червні 2022 року.